# Hildebrand de Spolète
Hildebrand de Spolète était le duc de Spolète de 774 à 789.

## Biographie
Quand Théodicius de Spolète perd son commandement après  le siège de Pavie, les Lombards du duché de Spolète élurent Hildebrand comme duc et se soumirent rapidement aux Francs. Hildebrand s'enfuit alors à Rome avant d'accueillir les Francs et rend hommage au pape Adrien Ier. Toutefois la controverse entre Charlemagne et Adrien donne lieu à la suzeraineté franque pour les années suivantes. En janvier 776, Hildeprandus gloriosus et summus dux ducatus Spoletani fit une donation à l'abbaye de Farfa datée du règne de Charles. Le langage de 777 excluait implicitement la suzeraineté papale.
En 775, Adrien prétendit qu'Hildebrand avait rejoint une conspiration de Hrodgaud de Frioul et Arigis II de Bénévent, mais il n'y a aucune preuve de l'implication d'Hildebrand. Ce dernier resta un grand opposant à la papauté après cela.
En 779, Hildebrand voyagea jusqu'à Virciniacum, probablement Verzenay près de Reims, pour jurer fidélité à Charlemagne. Il apporta avec lui des cadeaux et partit avec la promesse que le roi devrait protéger ses intérêts face à ceux du pape.
En 788, Hildebrand rejoignit les troupes franques et lombardes qui résistaient à l'empire byzantin qui tentait une invasion. Il mourut l'année suivante et un Franc lui succéda, Winigise.

## Sources
- (en) Thomas Hodgkin. Italy and her Invaders. Clarendon Press: 1895.
- (it) Achille Sansi, I duchi di Spoleto. Stabilimento Tipografico F. Benucci, 1870.

## Source de la traduction
- (en) Cet article est partiellement ou en totalité issu de l’article de Wikipédia en anglais intitulé « Hildeprand of Spoleto » (voir la liste des auteurs).